# Friedrich Boedicker (Oberst)
Friedrich Conrad Ludwig Boedicker (* 1803; † 3. Juli 1887 in Kassel) war ein kurhessischer Oberst, Kriegs- und Außenminister sowie von 1852 bis 1863 Kommandant des Hamburger Bürgermilitärs.

## Leben
Boedicker war ein Sohn eines kurhessischen Majors der Kavallerie und Neffe des Generalleutnants Ludwig von Boedicker (1774–1843).
Er stand seit 1821 als Sekondeleutnant im 1. Husaren-Regiment der Kurhessischen Armee und stieg bis 1848 zum Major auf. Als solcher erhielt er im gleichen Jahr das Kommando über eine aus drei verstärkten Eskadronen und einer reitenden Batterie gebildeten mobilen Kolonne, um die in der Provinz Hanau ausgebrochenen Unruhen unter Kontrolle zu bringen.
Im März 1849 wurde Boedicker als Nachfolger von Achilles d’Orville zum provisorischen Kriegsminister berufen, was er bis Dezember blieb, als ihm Hieronymus Heinrich von Roques folgte. Außerdem wurde er nach dem Abgang von Wilhelm Schenck zu Schweinsberg im August 1849 für rund zwei Monate zusätzlich mit der Versehung des vakanten Außenministeriums betraut, bis dies Philipp von Wintzingerode übernahm.
Mit der Beförderung zum Oberstleutnant am 23. Dezember 1849 wurde Boedicker Kommandeur der Kurfürst-Husaren, bis er im Zuge des Kurhessischen Verfassungskonflikts im Herbst 1850 seinen Abschied nahm. Im November 1852 ernannte ihn der Hamburger Senat aufgrund seiner militärischen Erfahrungen zum Kommandanten von Hamburg und Kommandeur der hanseatischen Truppen. Während der Herbstmanöver des X. Bundeskorps zeichnete ihn Prinzregent Wilhelm I. ihn 1858 mit dem Roten Adlerorden II. Klasse aus. 1863 trat Boedicker mit vollem Gehalt als lebenslängliche Pension in den Ruhestand, den er Anfangs in Hanau, ab 1878 in Kassel verlebte.